# Rod Smith
Pour les articles homonymes, voir Smith.
College Football Hall of Fame 2009
(en) Statistiques sur pro-football-reference
 Rod Smith est un joueur américain de football américain, né le 15 mai 1970 à Texarkarna (Arkansas), qui a évolué au poste de wide receiver.

## Biographie

### Carrière universitaire
Il joue au niveau universitaire avec les Lions de l'Université d'État du Missouri du Sud (en).

### Carrière professionnelle
Il a débuté comme agent libre avec les Broncos de Denver en 1995. Il obtint la première réception de sa carrière dans la NFL sur une « passe Ave Maria » de John Elway qui donna la victoire aux Broncos contre les Redskins de Washington.
Smith a disputé 183 matchs de NFL, il a effectué 849 réceptions pour 11 389 yards et 68 touchdowns. Il a dépassé 8 fois les 1 000 yards par saison.

## Palmarès
- Pro Bowl : 2001, 2002, 2006 (saisons 2000, 2001 et 2005 de la NFL)
- Super Bowl : XXXII (saison 1997 de la NFL), XXXIII (saison 1998 de la NFL)